# 1767 Lampland
1767 Lampland là một tiểu hành tinh được phát hiện tại ngày 7 tháng 9 năm 1962 ở Đài thiên văn Goethe Link gần Brooklyn, Indiana bởi Chương trình tiểu hành tinh Indiana. Nó được đặt theo tên Carl Otto Lampland.